# Пинджурова, Гюрга
Гю́рга Гю́рова Пинджу́рова (18 апреля 1895, Трын — 10 ноября 1971, София) — болгарская певица, исполнительница народных песен. Народная артистка НРБ (1969).

## Биография
Она шестой ребенок плотника и умелого строителя Гюро Пинджурова и его жены Тоньки Пинджурова.
Мать часто пела песни своим детям, поэтому Гюрга очень рано увлеклась музыкой. В младших классах школы учителя видели в девушке большой певческий потенциал.
Училась в Государственном музыкальном училище в Софии у Христины Морфовой и Людмилы Прокоповой.
Благодаря поддержке Христины Морфовой Гюрга получила стипендию и смогла поступить в 1917 г. в Пражскую консерваторию. Несмотря на возможность оперной карьеры за границей, молодая певица возвращается в Болгарию. Становится учителем пения в селе Трун в Лялинцах, куда в то время можно было добраться только верхом на лошади. В этот период она вышла замуж за фармацевта Ивана Тричкова и родила двоих детей.
В 1921 г. выступила с первым концертом в Софии, исполняя арии из опер и обработки народных песен. Постепенно в своей карьере Пинджурова отказывалась от академического репертуара, переключаясь на фольклорный, и этот переход завершился к концу 1930-х гг.
В 1938 г. она начала давать по Софийскому радио концерты народной песни.
В 1939 г. записала первую пластинку. В послевоенные годы Пинджурова получила значительную популярность.
В 1951 г. была удостоена Димитровской премии в 1969 г. — звания Народной артистки Болгарии.